# 肖恩·馬洛尼
肖恩·馬洛尼（英語：Shaun Maloney，1983年1月24日—）是蘇格蘭的一位已退役足球運動員，在場上司職攻擊型中場或側鋒。他曾是蘇格蘭國家足球隊的隊員。

## 外部連結
- 足球数据库：肖恩·馬洛尼的球员统计数据
- Shaun Maloney於scottishfa.co.uk